# هجوم سوسة 2015
هجوم سوسة 2015 هو هجوم مسلح استهدف فندق إمبريال مرحبا في المنطقة السياحية المشهورة مرسى القنطاوي في مدينة سوسة في تونس، وذلك في 26 يونيو 2015. خلف الهجوم حوالي 40 قتيل (من بينهم المسلح) أغلبهم من السياح و38 جريح. في نفس اليوم وقع تفجير مسجد الإمام الصادق في الكويت وهجوم سان كانتان فالافييه في فرنسا. و
يأتي هذا الهجوم بعد ثلاثة أشهر من هجوم متحف باردو 2015.

## الأحداث
قام القاتل بدخول فندق إمبريال مرحبا في المنطقة السياحية المشهورة مرسى القنطاوي في مدينة سوسة وذهب للجلوس على الشاطئ تحت مظلة شمسية كبيرة، وكان على الشاطئ حوالي 250 سائح أجنبي، عندها قام بإطلاق النار عليهم عندما بدأوا بالجري نحو الفندق، وفي نفس الوقت سمعوا دوي انفجار صغير نابع عن قنبلة يدوية، واصل بعد ذلك التقدم نحو الفندق وهو يطلق النار مرورا عبر المسبح وبهو الفندق وموقف السيارات حتى خرج من الباب الأمامي. تدخلت الشرطة وقتها وقتلته. بعد لحظات وصلت القوات الخاصة التونسية وقوات من الجيش الوطني التونسي، وذلك إضافة إلى الشرطة السياحية والشرطة الوطنية.

بعد الهجوم تم إجلاء عدة سياح نحو مراكز أخرى وتم تطويق المنطقة.

تم نقل القتلى والجرحى إلى مستشفى سهلول الجامعي ومستشفى فرحات الجامعي إضافة إلى مصحتين خاصتين أخريين.

### تبني ومنفذ الهجوم
في 27 يونيو 2015، تبنى تنظيم الدولة الإسلامية (داعش) الهجوم وذلك عبر منشورات على صفحاته الرسمية على تويتر، وقال أن منفذ الهجوم هو أبو يحيى القيرواني.
كشفت السلطات بعد ساعات من الهجوم عن منفذه الذي قتل من قبل قوات الأمن، وهو سيف الدين الرزقي، ولد سنة 1992، وهو أصيل ولاية سليانة، متخرج من جامعة القيروان فاختصاص الالكترونيك، لم تكن له أي سوابق عدلية، وعمل سابقا في المنطقة السياحية بسوسة وهو يعرفها جيدا.

## الضحايا
أوليًا، ترك الهجوم في المجموع 39 قتيل بما فيهم رجل أمن تونسي و39 جريحًا.
| الجنسية         | القتلى | الجرحى | المجموع |
| --------------- | ------ | ------ | ------- |
| المملكة المتحدة | 30     | 26     | 56      |
| جمهورية أيرلندا | 3      | 0      | 3       |
| ألمانيا         | 2      | 1      | 3       |
| بلجيكا          | 1      | 3      | 4       |
| روسيا           | 1      | 1      | 2       |
| البرتغال        | 1      | 0      | 1       |
| تونس            | 1      | 7      | 7       |
| أوكرانيا        | 0      | 1      | 1       |
| المجموع         | 39     | 39     | 77      |

## ردود الفعل

### داخلية
- قام رئيس الجمهورية الباجي قائد السبسي ورئيس الحكومة الحبيب الصيد رفقة وزير الداخلية محمد الناجم الغرسلي بزيارة مكان الهجوم والفنادق وقاموا بلقاء السياح وعائلات الجرحى والقتلى وذلك بعد ساعات من الهجوم.
- المنصف المرزوقي: في بيان له، قال رئيس الجمهورية السابق، أن إرادة الشعب التونسي تقوى يوما بعد يوم، وجدد منادته بالوحدة الوطنية ضد الإرهاب، وعبر عن تعازيه لأسر الضحايا الذين جاؤوا حسب قوله لمساندة تونس بعد هجوم باردو، وأضاف أنه يشد على أيادي قوات الأمن والجيش.[9]
- حمادي الجبالي: في بيان له، قال رئيس الحكومة الأسبق، أن الإرهاب وجه ضربة غادرة وموجعة للمجتمع التونسي بأكمله، وقال أن ما يقوم به الإرهابيون الإسلام بريء منه، وأضاف أن العملية الديمقراطية في تونس مستهدفة بدورها، ودعى إلى تقوية الوحدة الوطنية في هذا الوقت الذي تعيشه تونس.[10]
- حركة النهضة: قدمت الحركة بيانًا نددت فيه بالعملية بشدة واعتبرته محاولة لضرب الاستقرار والمسار الديمقراطي في البلاد، وقالت أن هذه الجريمة لن تزيد التونسيين إلا تصميما على مكافحة الإرهاب والانتصار عليه بالوحدة الوطنية، وأكدت على وقوفها إلى جانب قوات الأمن والجيش، وقدمت تعازيها لعائلات الضحايا، ومن جهة أخرى نادت الحركة بصياغة استراتيجيا وطنية لمواجهة شاملة للإرهاب عبر مؤتمر وطني ودعت الشعب التونسي للخروج في مسيرات غضب وتعبر فيها عن الوحدة الوطنية.[11]
- نداء تونس: صدر بيان عن الحزب يندد فيه بالعملية وقال أن هذه العملية موجهة ضد الشعب التونسي بجميع مكوناته، ويتطلب لمواجهة الإرهاب توحد الصفوف والقوى، ودعى الحزب إلى إيجاد حلول لتحقيق الاستقرار، وقدم الحزب تعازيه لعائلات الضحايا، وأكدت من جهة أخرى إلى أن أمن كيران تونس هو من أمنها.[12]

### خارجية
- الأمم المتحدة: أدان مجلس اأمن التابع للأمم المتحدة الهجوم الذي ضرب تونس، وقدم تعازيه لأسر الضحايا وأعربوا عن تعاطفهم مع جميع المصابين، وجدد التأكيد على محاربة التهديدات الماثلة أمام السلم والأمن الدوليين.[13]
- الاتحاد الأوروبي: في بيان عن المسؤولة عن الشؤون الخارجية والأمن في الاتحاد الأوروبي فيديريكا موغيريني، عبرت فيه وقوفها والاتحاد الأوروبي ضد الإرهاب في تونس وعن دعمها في مسارها الديمقراطي، وقالت أن الإرهاب يضرب في كل مكان في العالم ولا توجد دولة محمية منه لذلك يجب توحيد الصفوف والقوى لتحقيق السلم والاستقرار.[14]
- البرلمان الأوروبي: عبر رئيس البرلمان الأوروبي باسم البرلمان وأعضائه تنديده الشديد بالحادثة، وعبر عن تعازيه لأسر الضحايا ودعمه لكل التونسيين، وقال أن الديمقراطية التونسية هي التي ضربت بهذا الهجوم، وجدد عن دعم الاتحاد الأوروبي لتونس في كل توجهاتها.[15]
- الاتحاد العالمي لعلماء المسلمين: أدان الأمين العام للاتحاد الهجوم ووصفه بالغادر والأليم وقال أن الدين الإسلامي بريء من مثل هذه الأفعال الإجرامية وحذر من موجة التشدد والتآمر التي تجتاح البلدان العربية والإسلامية.[16]
- البرلمان العربي: استنكر البرلمان العربي بشدة الهجوم الإرهابي ووصفه بالجبان، وتجه باسم الشعب العربي كافة ببالغ العزاء لعائلات الضحايا والشعب التونسي.[17]
- الناتو: أدان الأمين العام للناتو الهجوم الإرهابي بشدة، وقال أن أفكاره مع أسر الضحايا، وجدد أنه لا يوجد مبرر لهذه الأعمال الوحشية، وأضاف أن الناتو سيواصل العمل مع شريكه في الحوار المتوسطي تونس والمجتمع الدولي بأسره في مكافحة آفة الإرهاب.[18]
- اتحاد المغرب العربي: أعربت الأمانة العامة لاتحاد عن استيائها الشديد للهجوم، وقدمت خالص تعازيها إلى الحكومة والشعب التونسيين، وأعربت عن مواساتها وتعاطفها معها وتضامنها مع الشعب التونسي، وجددت موقفها الثابت القائم على نبذ العنف ورفض التطرف وادانة الإرهاب أيا كانت اسبابه ودوافعه.[19]
- الاتحاد من أجل المتوسط: أدانت الأمانة العامة لاتحاد الهجوم بشدة وأعربت عن تضامنها مع تونس وشددت على نبذها للتطرف والإرهاب.[20]
- منظمة التعاون الإسلامي: أدان الأمين العام للمنظمة العملية بشدة، وأعرب عن تضامنه التام مع شعب وحكومة تونس، كما أكد على ضرورة تضافر الجهود الدولية لمحاربة ظاهرة الإرهاب.[21]
- المنظمة الدولية للفرنكوفونية: أدانت الأمينة العامة للمنظة الهجوم وعبرت عن دعمها للشعب التونسي، وقدمت تعازيها لعائلات الضحايا وتمنت الشفاء للمرضى.[22]
- المنظمة الإسلامية للتربية والعلوم والثقافة: أدانت المنظمة بشدة الهجوم الإرهابي، وقالت إن هذا العمل الإرهابي الإجرامي لا يقوم به إلا من فقد الوازع الإيماني والضمير الإنساني، وأكدت وقوفها مع الحكومة التونسية وتضامنها معها في مواجهة هذا الإرهاب.[23]
- فرنسا: فتحت وزارة الخارجية خلية أزمة لديها لبحث الهجوم والتحري عن احتمال وجود سياح فرنسيين من بين الضحايا، وأطلقت في نفس الوقت بوضع رقم أخضر تحت ذمة الفرنسيين والسياح لأخذ كل المعلومات اللازمة.[24] قام الرئيس فرانسوا أولاند بالاتصال مع الرئيس الباجي قائد السبسي وعبر له عن دعمه الكامل لتونس وشعبها ولتضامنه مع عائلات الضحايا إضافة إلى أن فرنسا ستبذل كل جهودها للتعاون مع السلطات التونسية لمواجهة الإرهاب.[25][26]
- ألمانيا: قامت سفارة ألمانيا في تونس بوضع خلية أزمة ووضعت خط هاتف أخضر للاتصال مع طاقم السفارة وتلقي آخر الأخبار. في بيان لوزارة الخارجية قال وزير الخارجية فرانك-فالتر شتاينماير أنه يعبر عن دعمه الكامل لتونس وأن هذا الهجوم يعزز عزمهم على مواجة الإرهاب، وعبر أيضا عن تعازيه لأقارب الضحايا.[27]
- النمسا: قال وزير الخارجية النمساوي سيباستيان كورتس أنه يدين بأشد العبارات هذا الهجوم الذي وصفه بالجبان والهمجي، وقال أن بلاده ستقف مع تونس في هذا الوقت، وقال أن طاقم السفارة في تونس هو على عين المكان في سوسة للإحاطة بالجالية والسياح النمساويين هناك.[28]
- بلجيكا: في بيان صادر عنه، قال وزير الخارجية البلجيكي ديدييه رايندرز أنه صدم من الهجوم الذي وقع في تونس وقال أنه يدين هذه الأعمال الوحشية والجبانة التي أودت بحياة عشرات الأشخاص، وعبر أيضا عن دعمه لتونس وتعازيه لعائلات الضحايا.[29]
- المغرب: في بيان عن وزارة الخارجية المغربية، جاء باسم المملكة المغربية، عبرت فيه عن إدانتها الشديدة للهجوم وعبرت عن تضامنها مع الشقيقة تونس وقدمت أيضا تعازيها لأسر الضحايا، وجددت موقف وقوفها مع تونس في جميع المستويات وضد الإرهاب، ونادت بتظافر الجهود الدولية لتحقيق الإستقرار.[30]
- تركيا: أدانت تركيا بشدة الهجوم الإرهابي الذي ضرب سوسة، وتقدمت بأحر التعازي لعائلات القتلى وتمنت الشفاء للجرحى، وأعربت تركيا عن تضامنها الكامل مع الشعب التونسي في مواجهة هذه الهجمة الإرهابية التي تستهدف زعزعة الاستقرار في تونس. كما أن تركيا ستواصل وبحزم دعمها القوي لتونس التي شكلت أنموذجا ناجحا في المنطقة عبر الخطوات التي أنجزتها، بما في ذلك مكافحة الإرهاب.[31]
- جمهورية أيرلندا: أصدر وزير الخارجية الأيرلندي بيانًا يعبر فيه عن تنديده الشديد بدون تحفظ، مؤكدا أن هناك أيرلندي قد قتل في تونس، وعبر عن تعازيه لتونس ولعائلات الضحايا، وطلب من جميع الدول بالتعاون من أجل ردع الإرهاب وتحقيق الإستقرار، وحذر البيان الأيرلنديين من الذهاب للمناطق الخطرة في البلاد.[32]
- اليونان: نددت وزارة الخارجية اليونانية الهجوم الواقع في تونس بشدة، وعبروا عن تعازيهم لعائلات الضحايا ولحكومة تونس، وكذلك جددوا دعمهم وقوفهم مع الصديقة تونس.[33]
- الولايات المتحدة: في بيان صادر عن الناطق الرسمي باسم وزارة الخارجية، قال أن الولايات المتحدة تدين بأشد العبارات الممكنة الهجوم الإرهابي في تونس، وعبر عن تعاطفه مع عائلات الضحايا، وأضاف أن الولايات المتحدة ستعمل مع كل الدول التي ضربها الإرهاب.[34]
- قطر: أدانت قطر واستنكرت الهجوم بشدة، وقالت أن الهجوم يتنافى مع كافة القيم والأخلاق والمبادئ الإنسانية والشرائع السماوية، وشددت علط وجوب تكاتف القوى الإقليمية والدولية لمجابهة الإرهاب والتطرف، وعبرت عن تعازيها الصادقة للشعب التونسي في هذه الجريمة.[35]
- عُمان: أدانت عمان الهجوم واستنكرته ودعت إلى تظافر القوى الدولية لمكافحة الإرهاب، وقدمت تعازيها لأسر الضحايا وتمنت الشفاء للجرحى.[36]
- البحرين: أدانت البحرين الهجوم الذي ضرب سوسة وأكدت وقوفها إلى جانب تونس في لمكافحة الإرهاب وجددت موقفها الثابت حول الرافض للعنف.[37]
- إيران: نددت المتحدثة باسم الخارجیة الایرانیة بالهجوم الواقع في تونس وقالت ان الهدف من هذا الهجوم هو تشویه صورة الإسلام وضرب الاستقرار فی المنطقة والبلدان الاسلامیة.[38]
- أستراليا: أدانت أستراليا الهجمات ووصفتها بالوحشية، وعبرت عن تظامنها مع المتضررين، والتزمت بمعالجة مشكلة الإرهاب في العالم.[39]
- المملكة المتحدة: قدم وزير الخارجية البريطانية تعازيه لأسر ضحايا الهجوم، وندد بالعملية الإرهابية ودعى الجميع للتوحد ضد التطرف.[40]
- البرازيل: استنكرت حكومة البرازيل الهجوم الذي ضرب تونس وقالت أن هذه الأفكار التي يتبناها الإرهابيون تتنافى مع أبسط قواعد التعايش واحترام حقوق الإنسان، وأعربت عن تعازيها العميقة لتونس.[41]
- ألبانيا: أدانت ألبانيا بشدة الهجمات الإرهابية في تونس، وعبرت عن تعازيها لأسر الضحايا وأقاربهم، وعبرت عن دعمها للدولة التونسية في مواجهة الإرهاب.[42]
- جمهورية التشيك: قدمت وزارة الخارجية التشيكية تعازيها القلبية ومواساتها لأسر الضحايا، وقالت أن مثل هذه الأعمال هي بشعة، وأكدت على الضرورة الملحة للتعاون على المستوى الدولي لتحقيق الإستقرار.[43]
- الدنمارك: عبرت الدنمارك عن صدمتها من الهجوم في تونس، وقدمت تعازيها لذوي الضحايا وقالت أنها تقف إلى جانب تونس دائما وأضافت أنها تراقب الوضع عن كثب.[44]
- كوسوفو: أدان وزير الخارجية في الكوسوفو بشدة هذا الهجوم الإرهابي، وعبر عن تعازيه لأسر الضحايا، وجدد دعمه للحكومة التونسية، وعبر عن وقوفه مع الشعب التونسي لتحقيق الأمن.[45]
- النرويج: أدان وزير الخارجية الهجوم بشدة واعتربه وحشي، وقال أنه الآن يجب على المجتمع الدولي أن يقف إلى جانب تونس في الدفاع عن التطور الديمقراطي الإيجابية في البلاد.[46]
- الفلبين: أدانت الفلبين الهجوم بشدة الذي أزهق أرواح الكثيرين، وقالت أن التطرف والإرهاب لا مكان لهما في مجتمع متحضر، وأضافت أنه لا ينبغي على المجتمع الدولي السكوت عن هذه العمليات.[47]
- بولندا: أدانت وزارة الخارجية البولندية الهجوم بشدة، وعبرت عن تعاطفها العميق مع أسر الضحايا، وعبرت كذلك عن دعمها لتونس.[48]
- البرتغال: أدانت الحكومة البرتغالية بشدة الهجمات الإرهابية التي ضربت تونس، وتأسفت على الخسائر البشرية التي وقعت، وقالت أن السلطات البرتغالية تنسق الجهود الدولية لمكافحة الإرهاب، وهي ملتزمة بالدفاع قيم الحرية والديمقراطية.[49]
- سنغافورة: أدانت سنغافورة بشدة أعمال العنف والخسائر في الأرواح البريئة في الهجمات الإرهابية الواقعة، وأعربت عن خالص تعازيها لأسر الضحايا والدولة، وذكر أن الدول في حاجة لأن تبقى يقظة إزاء هذه التهديدات.[50]
- الأرجنتين: أعربت حكومة الأرجنتين عن استيائها الشديد وإدانتها الشديدة لهجمات تونس والإرهاب، وعبرت عن تضامنها مع تونس، ودعت العالم للتحرك لتحقيق الإستقرار.[51]

### أخرى
- قامت بريطانيا بالقيام بدقيقة صمت وشارك فيها كل من الملكة إليزابيث الثانية وزوجها فيليب دوق إدنبرة وكذلك رئيس الوزراء ديفيد كاميرون إضافة إلى عموم الشعب في الإدارات والمدارس والجامعات والطرق العامة ودور العبادة والمنشأت الرياضية منهم المشاركين في بطولة ويمبلدون.[52]
- قامت الرحلة FAJ5017 التابعة لشركة جيت إير فلاي البلجيكية بإلغاء رحلة لها أثناء الطيران وذلك عندما كانت تربط بين مطار بروكسل الدولي ومطار النفيضة الحمامات الدولي.[53][54]
- بعد إلغاء رحلتها نحو مطار النفيضة، قامت شركة جيت إير فلاي البلجيكية بإلغاء جميع رحلاتها نحو تونس.[55]
- غادر حوالي 500 2 سائح إنجليزي و600 سائح بلجيكي إضافة لمئات من سياح آخرين البلاد عبر مطار النفيضة الحمامات الدولي في الليلة التي تلت الهجوم في 27 يونيو 2015، إذا شهد المطار في ساعات قليلة بعد منتصف الليل مغادرة أكثر من 14 طائرة نحو أوروبا.[56][57]
- توي إيه جي الألمانية نصحت مسافريها نحو تونس بإلغاء رحلاتهم وأعطتهم فرصة لأيام من أجل إلغاء الرحلات مجانا.
- تومسون هوليدايز البريطانية أعلنت أن رحلاتها نحو تونس سيتم إلغائهم حتى 4 يوليو، ولكنها أكثرت من رحلاتها في اليوم التالي للهجوم لتعيد 2500 من السياح نحو بريطانيا.
- شركة إيزي جيت وكذلك توماس كوك البريطانيتين أعطت الفرصة لحرفائهما بتغيير أو إلغاء موعد رحلاتهم نحو تونس.
- قال ضحايا الهجوم وعائلات الضحايا أنهم سيقاضون النزل ووكالات الأسفار.[58]

## مقالات ذات صلة
- هجوم سان كانتان فالافييه 2015 (في 26 يونيو 2015)
- تفجير مسجد الإمام الصادق 2015 (في 26 يونيو 2015)
- هجوم متحف باردو 2015
- السياحة في تونس
- أحداث جبل الشعانبي
- قائمة الحوادث الإرهابية، 2015
- قائمة الحوادث الإرهابية في تونس

## روابط خارجية
- الموقع الرسمي بلدية سوسة.